# Chemische Elemente der ersten Periode
Die erste Periode des Periodensystems der Elemente beinhaltet alle chemischen Elemente, die nur eine Elektronenschale im Atom besitzen. Diese Elektronenschale wird auch Valenzschale des Atoms genannt. Da diese erste Elektronenschale nur maximal zwei Elektronen aufnehmen kann, gibt es in der ersten Periode auch nur zwei chemische Elemente. Die Valenzschale, die maßgeblich die Eigenschaften eines chemischen Elementes bestimmt, ist bei Elementen der 1. Periode bereits mit 2 Elektronen voll besetzt. Bei allen anderen Perioden ist die Valenzschale erst ab 8 Elektronen voll besetzt.

## Auszug aus dem Periodensystem
| Gruppe              | 1   | 18   |
|                     | I   | VIII |
| Ordnungszahl Symbol | 1 H | 2 He |

| sonstige Nichtmetalle | Edelgas |

## Gemeinsame Eigenschaften
Beide chemischen Elemente der ersten Periode sind unter Standardbedingungen gasförmig, stellen farblose Gase dar und besitzen diamagnetische Eigenschaften. 
Die Gase

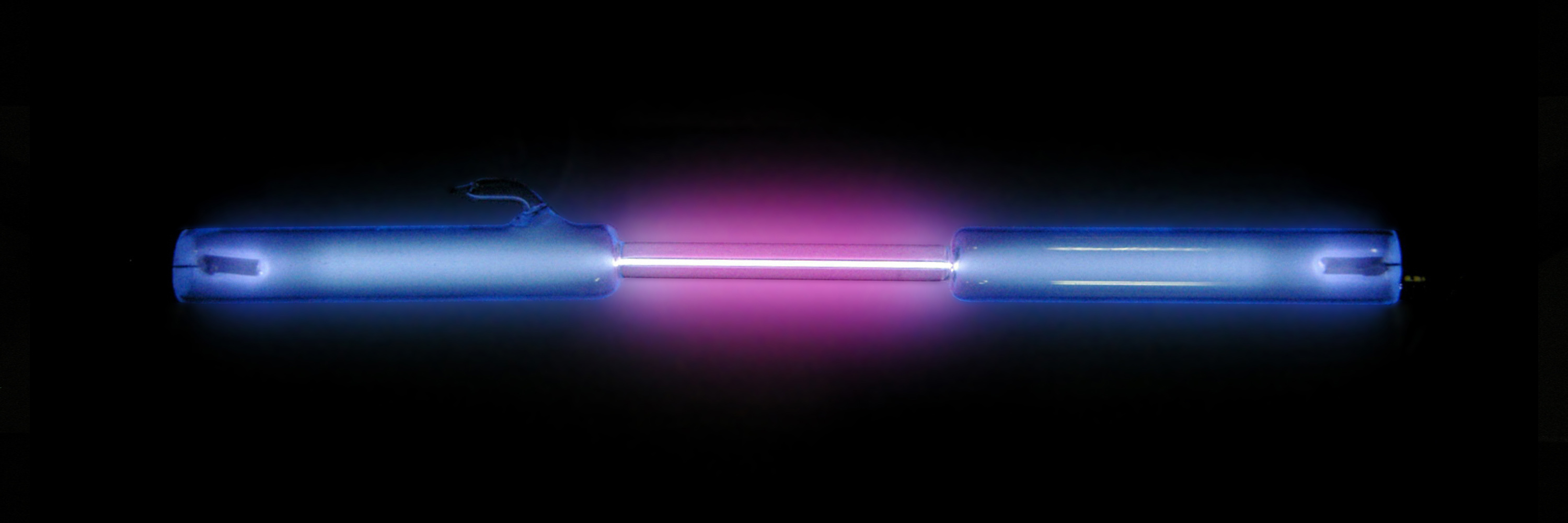
Wasserstoff in einer Entladungsröhre
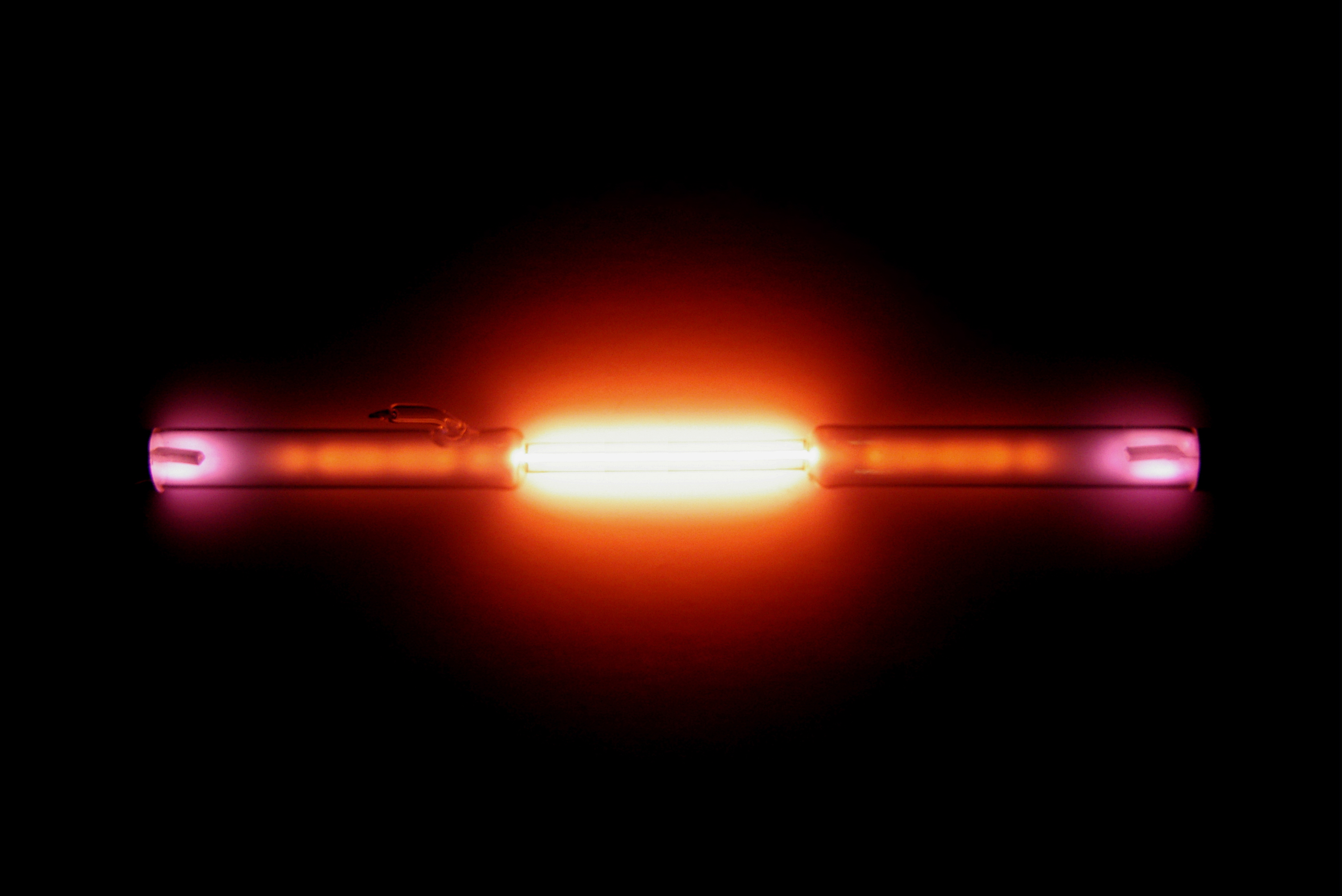
Helium in einer Entladungsröhre

## Magische Zahl
Das chemische Element Helium mit der Ordnungszahl zwei besitzt im Grundzustand des Atomkerns eine höhere Stabilität als benachbarte Nuklide. Diese besondere Ordnungszahl wird als magische Zahl bezeichnet.

## Anzahl der Elektronen in den Elektronenschalen
| Elektronenschale | Anzahl der Elektronen | Anzahl der Elektronen | Anzahl der Elektronen | Anzahl der Elektronen | Anzahl der Elektronen | Bemerkung                               |
| Elektronenschale | Insgesamt             | s-Orbital             | p-Orbital             | d-Orbital             | f-Orbital             | Bemerkung                               |
| ---------------- | --------------------- | --------------------- | --------------------- | --------------------- | --------------------- | --------------------------------------- |
| 1                | 1 bis 2               | 1 bis 2               | -                     | -                     | -                     | äußerste Elektronenschale, Valenzschale |

## Liste
| Ordnungszahl | Symbol | Name        | Elementkategorie      | Aggregatzustand | Elektronenkonfiguration |
| ------------ | ------ | ----------- | --------------------- | --------------- | ----------------------- |
| 1            | H      | Wasserstoff | sonstige Nichtmetalle | gasförmig       | 1s1                     |
| 2            | He     | Helium      | Edelgase              | gasförmig       | 1s2                     |